# Sam Flint
Sam Flint (* 19. Oktober 1882 in Gwinnett County, Georgia als Samuel A. Ethridge; † 17. Oktober 1980 in Woodland Hills, Kalifornien) war ein US-amerikanischer Schauspieler.

## Leben
Sam Flint wurde 1882 in Gwinnett County, im US-Bundesstaat Georgia geboren. Er war zunächst Theaterschauspieler, ehe er mit bereits über 50 Jahren ins Filmgeschäft kam. Er gab sein Filmdebüt in der Rolle eines Schiffskapitäns in Sensation Hunters.
Flint trat in mehr als 230 Filmen auf, oft als „Richter, Anwalt, Militäroffizier, Senator, Sheriff, Polizeichef oder Arzt.“ Insgesamt umfasst sein filmisches Schaffen zwischen 1933 und 1968 mindestens 380 Film- und Fernsehproduktionen, wobei er nur selten über kleine Nebenrollen hinauskam.
Flint war bis zu seinem Tod, zwei Tage vor seinem 98. Geburtstag, mit der Schauspielerin Ella Ethridge (1893–1982) verheiratet. Er lernte sie kennen, nachdem sie ihn in einem Theaterstück in Galveston, Texas, gesehen hatte. Später einigten sie sich darauf: „Keiner von beiden wird eine Rolle bei einer Truppe annehmen, wenn der Vertrag den anderen nicht einschließt.“

## Filmografie
- 1933: Sensation Hunters
- 1933: Devil’s Mate
- 1933: Broken Dreams
- 1933: Ace of Aces
- 1933: Mr. Skitch
- 1934: One Is Guilty
- 1934: The Murder in the Museum
- 1934: Such Women Are Dangerous
- 1934: Money Means Nothing
- 1934: Die gute alte Zeit (The Old Fashioned Way)
- 1934: I Give My Love
- 1934: Millionäre bevorzugt (The Girl from Missouri)
- 1934: Chained
- 1934: Death on the Diamond
- 1934: Die Schöne der neunziger Jahre (Belle of the Nineties)
- 1934: Wake Up and Dream
- 1934: Student Tour
- 1934: Tomorrow’s Youth
- 1934: Mrs. Wiggs of the Cabbage Patch
- 1934: Ich kämpfe für dich (Evelyn Prentice)
- 1934: I’ll Fix It
- 1934: Broadway Bill
- 1934: Fugitive Lady
- 1935: The Best Man Wins
- 1935: Helldorado
- 1935: The County Chairman
- 1935: Wings in the Dark
- 1935: The Winning Ticket
- 1935: The Mystery Man
- 1935: Stadtgespräch (The Whole Town’s Talking)
- 1935: Polizeiauto 99 (Car 99)
- 1935: In Spite of Danger
- 1935: It Happened in New York
- 1935: I’ll Love You Always
- 1935: Reckless
- 1935: Mister Dynamite
- 1935: Fräulein Wirbelwind (Vagabond Lady)
- 1935: The Awakening of Jim Burke
- 1935: People Will Talk
- 1935: Chinatown Squad
- 1935: Pursuit
- 1935: The Crusades
- 1935: Atlantic Adventure
- 1935: Anna Karenina
- 1935: Diamanten-Jim (Diamond Jim)
- 1935: Metropolitan
- 1935: Flammende Grenze (The New Frontier)
- 1935: Grand Exit
- 1935: Tal der Angst (Lawless Range)
- 1935: Another Face
- 1935: A Tale of Two Cities
- 1936: My Marriage
- 1936: A Face in the Fog
- 1936: The Lawless Nineties
- 1936: Red River Valley
- 1936: Big Brown Eyes
- 1936: Florida Special
- 1936: Champagne Charlie
- 1936: The Lonely Trail
- 1936: The Crime of Dr. Forbes
- 1936: Winde der Wildnis (Winds of the Wasteland)
- 1936: Public Enemy’s Wife
- 1936: Charlie Chan beim Pferderennen (Charlie Chan at the Race Track)
- 1936: Wives Never Know
- 1936: Two Minutes to Play
- 1936: Along Came Love
- 1936: The Accusing Finger
- 1936: Red Lights Ahead
- 1937: The Devil Diamond
- 1937: Man of the People
- 1937: Blake of Scotland Yard
- 1937: Breezing Home
- 1937: Sea Devils
- 1937: Dick Tracy
- 1937: Midnight Court
- 1937: Her Husband Lies
- 1937: 23 1/2 Hours’ Leave
- 1937: Racketeers in Exile
- 1937: Jim Hanvey, Detective
- 1937: I Promise to Pay
- 1937: You Can’t Buy Luck
- 1937: Criminals of the Air
- 1937: It Could Happen to You
- 1937: Topper
- 1937: Saratoga
- 1937: Windjammer
- 1937: Sea Racketeers
- 1937: Roaring Six Guns
- 1937: Smashing the Vice Trust
- 1938: Merrily We Live
- 1938: State Police
- 1938: Over the Wall
- 1938: The Last Stand
- 1938: Female Fugitive
- 1938: The Fighting Devil Dogs
- 1938: Delinquent Parents
- 1938: Crime Takes a Holiday
- 1940: Forgotten Girls
- 1940: Saturday’s Children
- 1940: I Take This Oath
- 1940: The Way of All Flesh
- 1941: Double Date
- 1941: The Singing Hill
- 1941: Under Fiesta Stars
- 1941: Flying Blind
- 1941: Tuxedo Junction
- 1941: Marry the Boss’s Daughter
- 1941: Road to Happiness
- 1942: South of Santa Fe
- 1942: Piraten im karibischen Meer (Reap the Wild Wind)
- 1942: Shepherd of the Ozarks
- 1942: Spy Smasher
- 1942: Hello, Annapolis
- 1942: The Old Homestead
- 1942: Wildcat
- 1942: American Empire
- 1942: The Traitor Within
- 1943: Mountain Rhythm
- 1943: Thundering Trails
- 1943: Dead Men Walk
- 1943: My Son, the Hero
- 1943: Chatterbox
- 1943: Swing Your Partner
- 1943: Dixie
- 1943: The Stranger from Pecos
- 1943: Batman
- 1943: The Masked Marvel
- 1943: Der Sheriff von Kansas (The Kansan)
- 1943: Outlaws of Stampede Pass
- 1943: False Colors
- 1943: The Crime Doctor’s Strangest Case
- 1943: The Phantom
- 1944: Casanova in Burlesque
- 1944: Lady in the Death House
- 1944: Cover Girl
- 1944: The Monster Maker
- 1944: The Lady and the Monster
- 1944: Gambler’s Choice
- 1944: The Story of Dr. Wassell
- 1944: The Contender
- 1944: The Chinese Cat
- 1944: Boss of Boomtown
- 1944: Stars on Parade
- 1944: Take It Big
- 1944: Man from Frisco
- 1944: Goodnight, Sweetheart
- 1944: Mr. Winkle Goes to War
- 1944: Silver City Kid
- 1944: Allergic to Love
- 1944: Wilson
- 1944: Marriage Is a Private Affair
- 1944: Goin' to Town
- 1944: Lights of Old Santa Fe
- 1944: The Missing Juror
- 1944: Der dünne Mann kehrt heim (The Thin Man Goes Home)
- 1944: Song of the Range
- 1944: Modell wider Willen (Together Again)
- 1945: She Gets Her Man
- 1945: A Guy, a Gal and a Pal
- 1945: I’ll Remember April
- 1945: Crime, Inc.
- 1945: Circumstantial Evidence
- 1945: Swing Out, Sister
- 1945: I’ll Tell the World
- 1945: Nob Hill
- 1945: The Man from Oklahoma
- 1945: Incendiary Blonde
- 1945: Ziegfeld Follies
- 1945: Along the Navajo Trail
- 1945: Song of the Prairie
- 1945: Shadow of Terror
- 1945: Johnny Angel
- 1945: The Windjammer
- 1945: Captain Tugboat Annie
- 1945: Who’s Guilty?
- 1946: Gilda
- 1946: Lost City of the Jungle
- 1946: Junior Prom
- 1946: Irgendwo in der Nacht (Somewhere in the Night)
- 1946: Night and Day
- 1946: Schüsse auf der Ranch (My Pal Trigger)
- 1946: Big Town
- 1946: Singing on the Trail
- 1946: Der Mann mit der Totenmaske (The Crimson Ghost)
- 1946: Nocturne
- 1946: Criminal Court
- 1946: Sioux City Sue
- 1946: Die wunderbare Puppe (Magnificent Doll)
- 1946: Lone Star Moonlight
- 1946: The Locket
- 1946: Ist das Leben nicht schön? (It’s a Wonderful Life)
- 1947: California (1947) (California)
- 1947: Hit Parade of 1947
- 1947: Lost Honeymoon
- 1947: A Likely Story
- 1947: Prairie Raiders
- 1947: Swing the Western Way
- 1947: Sport of Kings
- 1947: Michael schafft Ordnung (Heaven Only Knows)
- 1947: The Wild Frontier
- 1947: The Black Widow
- 1947: Liebe in Fesseln (1947) (Cass Timberlane)
- 1948: Albuquerque
- 1948: Phantom Valley
- 1948: Caged Fury
- 1948: Mr. Reckless
- 1948: Der Rächer von Los Angeles (Old Los Angeles)
- 1948: The Strawberry Roan
- 1948: Flucht nach Nevada (Four Faces West)
- 1948: Der Superspion (A Southern Yankee)
- 1948: The Golden Eye
- 1948: Isn’t It Romantic?
- 1948: Adventures of Frank and Jesse James
- 1948: Smoky Mountain Melody
- 1948: Command Decision
- 1949: Vor verschlossenen Türen (Knock on Any Door)
- 1949: The Green Promise
- 1949: Home in San Antone
- 1949: The Gay Amigo
- 1949: Ringside
- 1949: Brimstone
- 1949: Alias the Champ
- 1950: Der Baron von Arizona (The Baron of Arizona)
- 1950: The Palomino
- 1950: Mississippi-Express (Rock Island Trail)
- 1950: Timber Fury
- 1950: Zwischen zwei Frauen (Bright Leaf)
- 1950: Snow Dog
- 1950: County Fair
- 1950: Unser Admiral ist eine Lady (The Admiral Was a Lady)
- 1950: Die Rückkehr von Jesse James (The Return of Jesse James)
- 1950: Rollschuh-Fieber (The Fireball)
- 1950: Cherokee Uprising
- 1950: Blues Busters
- 1950: Reiter ohne Gnade (Kansas Raiders)
- 1950: The Blazing Sun
- 1950: Outlaws of Texas
- 1950: Revolverlady (Frenchie)
- 1950: Sierra Passage
- 1951: Belle Le Grand
- 1951: Fort Savage Raiders
- 1951: Man from Sonora
- 1951: Francis Goes to the Races
- 1951: Snake River Desperadoes
- 1951: Father Takes the Air
- 1951: Der Fremde im Zug (Strangers on a Train)
- 1951: Stagecoach Driver
- 1951: A Millionaire for Christy
- 1951: Ein Held für zwei Stunden (Saturday’s Hero)
- 1951: Leave It to the Marines
- 1951: Sky High
- 1951: Northwest Territory
- 1952: The Hawk of Wild River
- 1952: Road Agent
- 1952: Stärker als Ketten (Carbine Williams)
- 1952: Young Man with Ideas
- 1952: Red Planet Mars
- 1952: Sound Off
- 1952: Francis Goes to West Point
- 1952: Sea Tiger
- 1952: Yukon Gold
- 1952: Arena der Cowboys (The Lusty Men)
- 1952: Die Stahlfalle (The Steel Trap)
- 1952: Wildes Blut (Ruby Gentry)
- 1953: Count the Hours
- 1953: Cow Country
- 1953: Law and Order
- 1953: Geknechtet (The Vanquished)
- 1953: Devil’s Canyon
- 1953: The Moonlighter
- 1953: Walking My Baby Back Home
- 1954: Loophole
- 1954: Racing Blood
- 1954: The Outlaw’s Daughter
- 1955: Unchained
- 1955: Abbott and Costello Meet the Keystone Kops
- 1955: The Big Tip Off
- 1955: Night Freight
- 1956: The Brass Legend
- 1957: The Night Runner
- 1957: Shoot-Out at Medicine Bend
- 1957: Snowfire
- 1957: God Is My Partner
- 1957: My Man Godfrey
- 1958: Gunman’s Walk
- 1959: The FBI Story
- 1960: I’ll Give My Life
- 1960: Psycho
- 1961: Snow White and the Three Stooges
- 1963: Critic’s Choice
- 1963: Sonntag in New York (Sunday in New York)
- 1963: Soldier in the Rain
- 1964: The New Phil Silvers Show (Episode: „Keep Cool“)
- 1965: Rauchende Colts (Gunsmoke, Episode: „Death Watch“)
- 1965: Once a Thief
- 1966: The Swinger
- 1968: Head